# Georgië op de Olympische Winterspelen 2002
Tijdens de Olympische Winterspelen van 2002, die in Salt Lake City (Verenigde Staten) werden gehouden, nam Georgië voor de derde keer deel.

## Deelnemers en resultaten
(m) = mannen, (v) = vrouwen 

### Alpineskiën
| Olympiër             | Discipline       | Resultaat | Prestatie    |
| -------------------- | ---------------- | --------- | ------------ |
| Robert Macharasjvili | slalom (m)       | dnf-1     | opgave run 1 |
| Sofia Achmeteli      | reuzenslalom (v) | dnf-1     | opgave run 1 |
| Sofia Achmeteli      | slalom (v)       | dnf-1     | opgave run 1 |

### Kunstrijden
| Olympiër             | Discipline | Resultaat | Prestatie                               |
| -------------------- | ---------- | --------- | --------------------------------------- |
| Vachtang Moervanidze | mannen     | 17e       | 26,0 p. (korte kür: 18 - lange kür: 17) |

### Schansspringen
| Olympiër       | Discipline              | Resultaat | Prestatie                                          |
| -------------- | ----------------------- | --------- | -------------------------------------------------- |
| Kakha Tsakadze | normale schans ind. (m) | 58e       | kwalificatie 46e — uitgeschakeld: 73,0 p. (75,0 m) |
| Kakha Tsakadze | grote schans ind. (m)   | 64e       | kwalificatie 50e — uitgeschakeld: 90,0 p. (54,0 m) |

Amerikaanse Maagdeneilanden · Andorra · Argentinië · Armenië · Australië · Azerbeidzjan · België · Bermuda · Bosnië en Herzegovina · Brazilië · Bulgarije · Canada · Chili · China · Chinees Taipei · Costa Rica · Cyprus · Denemarken · Duitsland · Estland · Fiji · Finland · Frankrijk · Georgië · Griekenland · Groot-Brittannië · Hongarije · Hongkong · Ierland · IJsland · India · Iran · Israël · Italië · Jamaica · Japan · Joegoslavië · Kameroen · Kazachstan · Kenia · Kirgizië · Kroatië · Letland · Libanon · Liechtenstein · Litouwen · Macedonië · Mexico · Moldavië · Monaco · Mongolië · Nederland · Nepal · Nieuw-Zeeland · Noorwegen · Oekraïne · Oezbekistan · Oostenrijk · Polen · Roemenië · Rusland · San Marino · Slovenië · Slowakije · Spanje · Tadzjikistan · Thailand · Trinidad en Tobago · Tsjechië · Turkije · Venezuela · Verenigde Staten · Wit-Rusland · Zuid-Afrika · Zuid-Korea · Zweden · Zwitserland

Uitgesloten van deelname: Puerto Rico